# حسن شهید نورایی
حسن شهیدنورایی (۲۶ فروردین ۱۲۹۱– درگذشتهٔ ۱۳۳۰) حقوقدان، نویسنده ، وزیر کار در دولت چهارم ساعد و استاد دانشگاه ایرانی بود.او علی رغم منصوب شدن به وزارت از همکاری با کابینه ساعد باز زد.

## زندگی‌نامه
شهیدنورایی پس از اتمام تحصیلات ابتدایی و متوسطه به فرانسه رفت و توانست دکترای حقوق را از دانشگاه پاریس اخذ کند. او در سال ۱۳۱۷ به ایران بازگشت و در رشته اقتصاد به تدریس در دانشگاه تهران پرداخت. وی پس از مدت زمانی به مقام استادی رسید و کرسی تاریخ عقاید اقتصادی بر عهده او بود. نورایی در سال ۱۳۲۶ خورشیدی در وزارت اقتصاد ملی به عنوان مستشار شروع به فعالیت کرده و در سال ۱۳۲۶ از طرف دولت ایران با سمت وابسته بازرگانی در اروپای غربی به اروپا اعزام شد و مدتی در آنجا بود. وی در کابینه محمد ساعد مراغه‌ای به عنوان وزیر کار معرفی شد ولی برای تصدی وزارت به ایران برنگشت.

## گفتارها علیه ناسیونال سوسیالیسم
حسن شهیدنورایی (۱۲۹۱ تا ۱۳۲۹) در دهه ۱۳۱۰ خورشیدی، دانشجوی دوره دکتری حقوق بین‌الملل در فرانسه بود. او بخاطر رساله دکتری‌اش که در مورد حقوق بین‌الملل در نظام ناسیونال - سوسیالیسم (نازی) بود، دو سال را در آلمان پیش از جنگ جهانی دوم گذارند. او در این رساله که به زبان فرانسه نوشته شده و نیز گفتارهای دیگری که به زبان فارسی در مجلات داخلی ایران و از جمله مجله «سخن» منتشر شد، ایدئولوژی نازی را «عقایدی خردستیز و غیرعقلانی و مجموعه‌ای از داده‌های مبهم و اثبات‌نشدنی که مبنایی جز ایمان ندارند» معرفی می‌کند و در پیشگفتار آن می‌نویسد:
«اینجا هم همچون همه نظام‌های مستبد فراگیر و تمامیت‌طلب، در خدمت تحقق بخشیدن به یک هدف مشخص و معین است: تأمین تفوق و سیطره نژاد برتر. مبنای همه چیز صلاح و مصلحت ملت آلمان است و هدف همه چیز هم تأمین عظمت، تفوق و توسعه آن. ناسیونال سوسیالیسم همه را مطیع و گوش به فرمان می‌خواهد. هیچ استثنایی را نمی‌پذیرد. نه علم جهانی وجود دارد و نه حق و حقوق عام و فراگیر. علم ملی است و ملت هم خون است و نژاد. حقیقت اول و آخر همین است و بس. فرد و شخص و بشر و آدمی وجود ندارد که از حقی برخوردار باشد. هر کس به فراخور خون و نژاد ملتش حقی دارد و البته آن ملت که از نژاد برتر است، برترین حقوق را دارد و این حقوق را هم خود تعیین و تعریف می‌کند و نه مرجع و مقامی دیگر، اعم از فراملی یا بین‌المللی. ناسیونال سوسیالیسم، جهان‌بینی خودکامگی ناب و تمامیت‌خواهی تام است. با خرد و خردگرایی در ستیز است، نه آدمی را می‌شناسد و نه آدمیت را. توسعه‌طلب است و جهان‌گستر و رسالت دارد تا سیطره خود را بر جهان و جهانیان استوار سازد. پاکی بیاورد و پلیدی بزداید. همچون هر نظام تمامیت‌طلب، ناسیونال سوسیالیسم جنگ و جهاد و قهر و سرکوب و نابرابری و استبداد را در ذات خود دارد».
ترجمه فارسی از ناصر پاکدامن در کتاب: صادق هدایت، هشتاد و دو نامه به حسن شهیدنورائی، به کوشش ناصر پاکدامن، چاپ دوم، انتشارات کتاب چشم‌انداز، پاریس، ۱۳۷۹، صفحات ۲۶۳ تا ۲۶۵. متن اصلی:
```
   Chahid Nourai, Hassan, Recherches sur la conception nationale-socialiste du droit des gens, Préface de Louis Le Fur, Paris, Sirey, 1938, 255 pages.
```

## دوستی با صادق هدایت
شهیدنورایی از دوستان و مریدان صادق هدایت بود و در چاپ کتاب‌هایش به او کمک می‌کرد. بهزاد شهیدنورایی فرزند وی در مورد رابطه پدرش با صادق هدایت می‌گوید: 
«برای من خیلی مشکل است که در این باره نظر بدهم، برای اینکه هر دو برای من مثل سایه‌هایی بی‌صدا هستند. همان‌طور که در مقدمه کتاب هشتاد و دو نامه گفته‌ام، هدایت برای من یک پیرمرد غمگین است با سبیل و لبخندی غمگین، یک پیرمرد ساکت. در خاطرات کودکی هدایت برایم چنین است. هنگام بیماری پدرم، هدایت هر روز به خانه ما می‌آمد و روی یک صندلی ساکت می‌نشست.»

## درگذشت
زمانی که صادق هدایت در سال پایانی عمر خود به فرانسه رفته بود شهید نورایی نیز با او بود. شهید نورایی به شدت بیمار بود. به گفته‌ی احسان نراقی، بیماری او باعث تشدید افسردگی هدایت شد. پس از خودکشی این نویسنده در پاریس، شهید نورایی نیز در همان روز درگذشت.

### تالیف
- تاریخ عقاید اقتصادی. ت‍ه‍ران‌: دانشگاه تهران‏‫، ۱۳۳۷.

### ترجمه
- خاموشی دریا: ورکور (ژان بروله)، ‌شرکت سهامی چاپ، ‌۱۳۳۲.

### نامه‌ها از هدایت
- هشتادودو نامه از صادق هدایت به حسن شهیدنورایی، گردآوری ناصر پاکدامن.[۵]